# G風暴
《G風暴》（英語：G Storm）是一部2021年香港動作犯罪電影，2019年電影《P風暴》的續集，以及「反貪風暴系列電影」第五部作品，亦是最後一集。由林德祿導演；李忠志擔任動作指導；古天樂、張智霖、鄭嘉穎、宣萱、黃宗澤及謝天華領銜主演。本作中G是指兩方面，要員保護組（俗稱G4）和ICAC裏面的線人組（G組），包括臥底和狗仔隊。

## 故事簡介
廉政公署首席調查主任陸志廉赴海外參加「亞太反貪會議」期間，意外拯救東南亞女首席法官Emma Pong (龐愛瑪)。Emma 致力打擊國際販賣女奴集團，因此成為背後集團首腦 King (沙育) 追殺的目標。
與此同時，陸志廉和程德明正聯手調查入境事務處職員受賄案件，查至一處貨櫃場。行動展開時，卻遇到重火力的武裝分子還擊，幸好警方總督察劉保強帶領增援隊伍及時趕到。
經警方調查後，發現貨櫃場槍擊案件跟炸彈恐襲事件主犯King有關聯；情報更顯示Emma將於日內赴港出席國際會議；而國際刑警資料指出名列「紅色通緝令」的King亦已身在香港，擔心會對Emma不利，故警方即時設立一個跨部門專案小組跟進案件並緊急調派劉保強到「要員保護組」負責保護Emma留港期間的人身安全。
另一方面，陸志廉收到消息，得知一名涉案行縱不明的海關人員程非熊是程德明的同父異母兄弟，但卻被程德明刻意放走，淪得暫被停職。
會議當日，Emma無懼死亡威脅地在公開演說中坦然地說出自己和King多年的違法行為後，即傳來連串槍聲，劉保強和組員馬上保護Emma逃到安全位置，眾人與恐怖分子展開激烈的槍戰。在陸志廉和組員協助下，劉保強成功帶Emma逃進太空館暫避等待增援，King與手下隨後追至，太空館突然傳出爆炸巨響，圓頂冒煙，外殻出現裂痕⋯⋯

## 演員

### 領銜主演
| 演員   | 角色   | 備註 |
| 古天樂 | 陸志廉 | William 廉政公署首席调查主任 程德明之同僚兼好友 譚美莉、蕭光漢、王海良之上司 劉保強之好友 王藍祿之監護人兼好友 最後為救眾人，和沙育同歸於盡而英勇殉職 參見《Z風暴》、《S風暴》、《L風暴》及《P風暴》                                   |
| 張智霖 | 劉保強 | 重案組高級督察→聯合財富情報組(JFIU)總督察→要員保護組(G4)總督察 陸志廉、程德明之好友 李慧雅、師兄之上司 奉命保護龐愛瑪 參見《S風暴》、《L風暴》及《P風暴》                                                                              |
| 鄭嘉穎 | 程德明 | Kenny 廉政公署內部紀律調查組（L組）调查主任→廉政公署總调查主任 陸志廉之後輩兼好友 譚美莉、蕭光漢、王海良之上司 劉保強之好友 盧海鵬之長子 程非熊同父異母之兄，與其不和，后和好 參見《L風暴》及《P風暴》                                 |
| 宣萱   | 龐愛瑪 | Emma 東南亞女首席法官 要員保護組(G4)之保護對象 與販賣人口集團勾結，後因其父被集團製造車禍殺害而反目，並凍結肖卓亞及沙育戶口成為追殺對象 片尾提及因防礙司法公正罪名成立，但多年來服務國際社會，而且主動揭發罪行，獲減刑後，判處監禁三年 |
| 黃宗澤 | 程非熊 | 海關高級關員 盧海鵬之次子 程德明同父異母之弟，與其不和，后和好 收受國際販賣人口集團的賄款將貨櫃安全地送到貨櫃場，東窗事發後被追殺 片尾提及因收受賄款協助女性偷渡者入境，從事賣淫活動，罪名成立，但協助檢控集團犯罪分子而獲輕判監禁兩年 |
| 謝天華 | 肖卓亞 | 本片幕后大反派 國際販賣人口集團幕後主腦 與龐愛瑪勾結，後因派沙育等人製造車禍殺害其父而反目，並被其凍結戶口而派沙育等人追殺其 初沐之老大，结局时，因将自己所有的罪名推给初沐致其判刑15年，使两人反目，在走出法院时被初沐连捅数刀身亡    |

### 主演
| 演員       | 角色   | 備註 |
| Rosyam Nor | 沙育   | 本片终极大反派 King 马来西亚人 國際販賣人口集團頭目 與龐愛瑪勾結，後反目並追殺其 最後在太空館內引爆炸彈與陸志廉同歸於盡 |
| 張繼聰     | 王藍祿 | 馬冬娜之夫 陸志廉之線人兼好友 於醫務所因發現可疑女子身上爆炸裝置，最後在升降機內同歸於盡被炸死 參見《P風暴》 |
| 夏嫣       | 譚美莉 | Tammy 廉政公署高級调查主任 陆志廉、程德明之下属 蕭光漢、王海良之同僚 參見《Z風暴》、《S風暴》、《L風暴》及《P風暴》 |
| 李昕岳     | 初沐   | 本片第二大反派 國際販賣人口集團成员 肖卓亞之手下，於结局因其将所有罪名推到自己身上而被判15年而反目，在走出法院之后，被已故南亚裔偷渡者的姐姐莎仙妮前来报复捅伤，后把刀拔出来，对着肖卓亚连捅数刀導致其身亡，自己則生死未卜 |
| 劉夢娜     | 丁柔   | 內地最高人民檢察院調查主任 與洪亮組成調查小組 參見《P風暴》 |
| 陳靜       | 馬冬娜 | Donut 王藍祿之妻 參見《P風暴》 |
| 丁海峰     | 洪亮   | 內地反貪局行動處處長 與丁莉組成調查小組 參見《L風暴》及《P風暴》 |
| 廖啟智     | 鄺逸朗 | 本片大反派 海關助理監督 收受國際販賣人口集團的賄款，最後約見陆志廉時被客貨車倒車撞死 |
| 盧海鵬     |        | 程德明、程非熊之父 |
| 蔡瀚億     | 蕭光漢 | Cel 廉政公署高級调查主任 陆志廉、程德明之下属 譚美莉、王海良之同僚 參見《L風暴》及《P風暴》 |
| 陳庭欣     | 李慧雅 | Cindy 聯合財富情報組(JFIU)督察→要員保護組(G4)督察 劉保強之下屬 師兄之同僚 奉命保護龐愛瑪 在太空馆内为了保护庞爱玛而被沙育所丢的手榴弹炸成重伤 參見《L風暴》                                                                |
| 劉浩龍     | 師兄   | 要員保護組(G4)警員 劉保強之下屬 李慧雅之同僚 奉命保護龐愛瑪，后来在太空馆与沙育一众激战时为保护庞爱玛并拒绝供出庞爱玛的位置而被沙育击伤大腿                                                                                |
| 張松枝     | 王海良 | 細良 廉政公署调查主任 陆志廉、程德明之下属 譚美莉、蕭光漢之同僚 最后被沙育及其手下射杀身亡 參見《Z風暴》、《S風暴》、《L風暴》及《P風暴》                                                                                  |
| 張敬仁     |        | 身上有爆炸裝置，企圖自殺式襲擊 最后被Sirius枪杀 |
| 葉晞月     | Alice  | 庞爱玛之助手 在一次恐怖袭击被恐怖分子射伤 |

### 友情客串
| 演員   | 角色   | 備註                                                                             |
| 張兆輝 | 余洪盛 | 廉政公署副执行处长 陆志廉之上司 于余sir殉职后代替其 參見《Z風暴》                |
| 關禮傑 | 余sir  | 廉政公署執行處長 為保護龐愛瑪而被Sirius向胸部开两槍射殺 參見《L風暴》及《P風暴》 |
| 張建聲 | Sirius | 本片大反派 殺手 受国际贩卖人口集团指示追殺龐愛瑪，並槍殺余sir，最後被陸志廉擊斃  |
| 李楓   |        | 肖卓亞之律師                                                                     |

## 製作
本作加入黃宗澤、劉浩龍、陳安立及馬來西亞影帝Rosyam Nor。此外，曾於《L風暴》客串飾演「區嘉雯醫生」一角的宣萱、飾演「狄偉傑」的謝天華、飾演「招美欣」的李昕岳，以及飾演「李慧雅」一角的陳庭欣，前三者以全新角色回歸，當中宣萱是以女主角姿態回歸；後者則憑原角色回歸。
2020年6月27日，《G風暴》殺青，電影原本在農曆新年後需要拍攝兩個重大場口，包括出埠到東南亞地區拍攝國際性會議及大型槍戰，劇組搭出1︰1太空館天象廳拍槍戰。因疫情影響，需要留港拍攝。

## 發行
《G風暴》在香港、中國大陸、马来西亚、新加坡2021年12月31日同時上映，香港及新加坡片長93分鐘。中國大陸和马来西亚為95分钟。

### 票房
香港4月21日重新上映，票房133,260排第十，累計5,657,223。

## 軼事
- 此片為廖啟智的遺作之一。
- 该片在马来西亚的宣传海报因名字和演员照片的排列不符一度引起了误会。一些对电影有研究的网友对此解释，名字是根据电影里面的戏份来排列，并不是根据演员照片排列的，而刚好遇上海报设计，才会造成观众有搞错的感觉
- 此片是黄宗泽及谢天华继《潜行狙击》及《Laughing Gor之潜罪犯》后再度合作[10]。

## 電影歌曲
| 曲序 | 曲目                 | 演唱                                                             |
| ---- | -------------------- | ---------------------------------------------------------------- |
| 1.   | 讲不出再见（主題曲） | 古天樂，張智霖，宣萱，謝天華，陳靜，張繼聰，夏嫣，栢天男，張建聲 |
| 2.   | 余烬（推廣曲）       | 楊千嬅                                                           |

## 外部連結
- WMOOV電影上《G風暴 （页面存档备份，存于）》的資料（中文）
- Yahoo奇摩電影上《G風暴》的資料（繁體中文）
- 開眼電影網上《G風暴》的資料（繁體中文）
- 香港影庫上《G風暴》的資料（繁體中文）
- 豆瓣电影上《G風暴》的資料 （简体中文）
- 时光网上《G風暴》的資料（简体中文）
- 互联网电影数据库（IMDb）上《G風暴》的资料（英文）